# Platychelus transvaalensis
Platychelus transvaalensis är en skalbaggsart som beskrevs av Schein 1959. Platychelus transvaalensis ingår i släktet Platychelus och familjen Melolonthidae. Inga underarter finns listade i Catalogue of Life.